# Czokan Walichanow

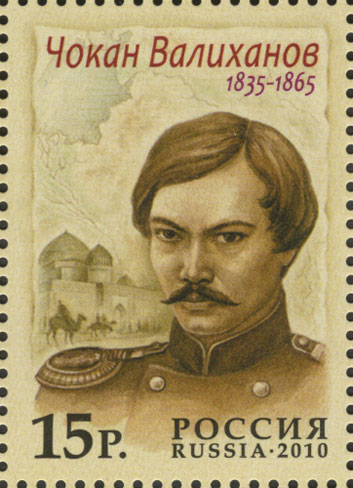
Podobizna Czokana Walichanowa na znaczku

Czokan Walichanow (kaz. Шоқан Уәлиханов, Szokan Uälichanow; ur. 1835, zm. 1865) – kazachski pisarz, historyk, etnograf i folklorysta. Autor prac na temat historii, obyczajów i kultury narodów Azji Środkowej. Napisał pracę Kirgizy.
Absolwent Syberyjskiego Korpusu Kadetów w Omsku.

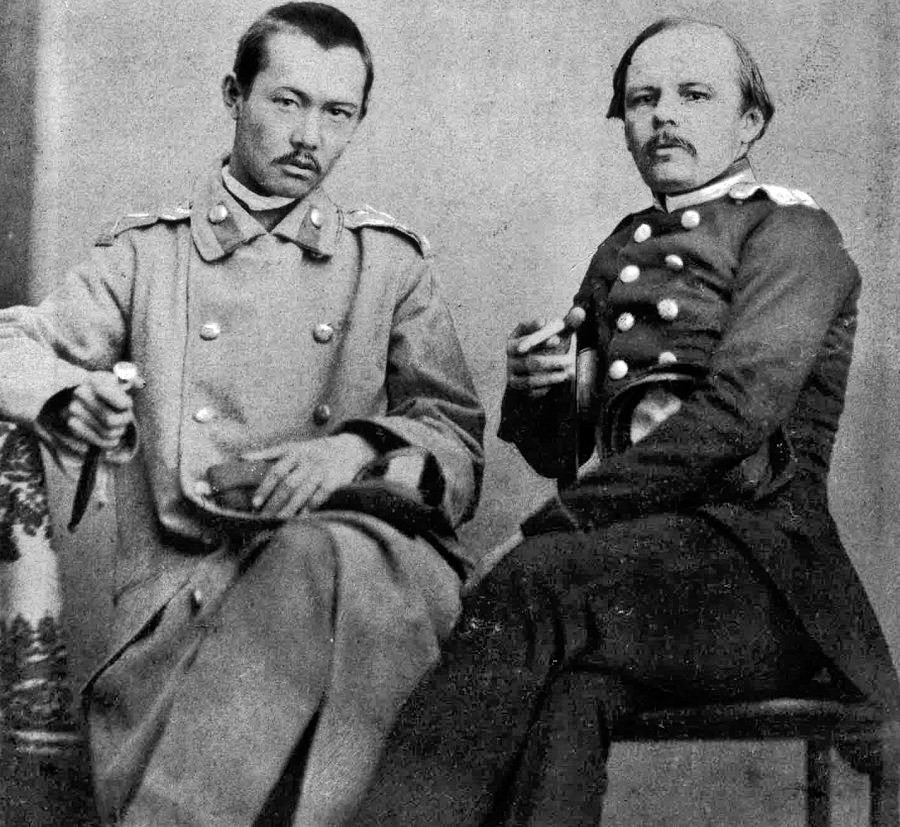
Walichanow (po lewej) na zdjęciu wraz ze swoim przyjacielem Fiodorem Dostojewskim, 1858 r.